# Hesperobaenus unicolor
Hesperobaenus unicolor es una especie de coleóptero de la familia Monotomidae.

## Distribución geográfica
Habita en Arizona, Nuevo México y Texas (Estados Unidos).